# 小田原町
小田原町（おだわらまち）は、神奈川県足柄下郡に存在した町。
現在の小田原市は1940年（昭和15年）に新設合併によって発足したものであり、本町とは異なる自治体である。

## 地理
- 河川：酒匂川、早川

## 歴史

### 沿革
- 1889年（明治22年）4月1日 - 町村制の施行により、小田原駅幸町、小田原駅万年町、小田原駅新玉町、小田原駅緑町、小田原駅十字町の区域をもって小田原町が成立。旧町はそれぞれ幸町、緑町、大字万年、大字新玉、大字十字の2町3大字となる。
- 1940年（昭和15年）12月20日 - 足柄町、大窪村、早川村および酒匂村の一部（大字網一色、山王原）と合併して小田原市が発足。同日小田原町廃止。2町3大字はそれぞれ幸一 - 四丁目、緑一 - 四丁目、万年一 - 四丁目、新玉一 - 四丁目、十字一 - 四丁目となる。

## 経済

### 産業
農業
『大日本篤農家名鑑』によれば、小田原町の篤農家は「加藤定通、小川友二郎、平井勝次郎、小澤泰一、井上好太郎、神原孝治、岡田清太郎、土屋撲、今井廣之助」などがいた。
畜産
- 小田原屠場[2] - 畜産組合経営[2]。取り扱う家畜の種類は牛、馬、犢、羊、豚[2]。屠場主は長谷川良輔[2]。

店・企業
- だるま料理店

## 交通

### 鉄道路線
それぞれ小田原町廃止時の状況。
- 鉄道省（現・東日本旅客鉄道）
  - 東海道本線：小田原駅
- 小田原急行鉄道（現・小田急電鉄）
  - 小田原線：小田原駅
- 箱根登山鉄道（現・小田急箱根）
  - 鉄道線：小田原駅
  - 小田原市内線：小田原 - 緑町 - 郵便局前 - 市役所前 - 幸町 - 小伊勢屋前 - 御幸浜 - 箱根口 - 筋違橋 - 諸白小路 - 天神下 - 早川口
- 大雄山鉄道（現・伊豆箱根鉄道大雄山線）：小田原駅 - 緑町駅

### 道路
- 東海道

## 名所・旧跡
- 小田原城

## 現在の町名
- 住居表示実施地区 ※1966年（昭和41年）4月1日実施[3]
  - 扇町一 - 六丁目（緑町）
  - 栄町一 - 四丁目（幸町、緑町、大字新玉）
  - 城内（幸町、緑町、大字十字）
  - 城山一 - 四丁目（幸町、緑町、大字十字）
  - 仲町一 - 三丁目（緑町、大字新玉）
  - 浜町一 - 四丁目（大字万年、大字新玉）
  - 本町一 - 四丁目（幸町、大字万年、大字十字）
  - 南町一 - 四丁目（幸町、大字十字）
- 住居表示未実施地区
  - 十字二・四丁目
  - 緑四丁目

## 出身・ゆかりのある人物
- 鈴木英雄（小田原市長、衆議院議員）
- 川崎長太郎（小説家）
- 牧野信一（小説家）
- 福田正夫（詩人）
- 北條美智留（女優、声優）

## 関連文献
- 永井福治『小田原町史』城内国民学校、1941年。NDLJP:1042105。